# Milwaukee IndyFest 2012
Das Milwaukee IndyFest 2012 fand am 16. Juni auf der Milwaukee Mile in West Allis, Wisconsin, Vereinigte Staaten statt und war das achte Rennen der IndyCar-Series-Saison 2012.

## Berichte

### Hintergrund
Nach dem Firestone 550 führte Will Power in der Fahrerwertung mit 36 Punkten Vorsprung auf Scott Dixon und mit 48 Punkten Vorsprung auf James Hinchcliffe. Bei den Motorenherstellern führte Chevrolet mit 3 Punkten vor Honda und mit 26 Punkten vor Lotus.
Mit Dario Franchitti, Tony Kanaan (je zweimal), Ryan Briscoe und Dixon (je einmal) traten vier ehemalige Sieger zu diesem Rennen an. Mit Ryan Hunter-Reay nahm zudem ein Fahrer teil, der das Time Warner Cable Roadrunner 250, ein Champ-Car-Rennen auf dieser Strecke, gewonnen hatte.

### Training
Im ersten Training erzielte Josef Newgarden die schnellste Runde vor Hélio Castroneves und E. J. Viso. Es gab keine Unterbrechung des Trainings durch eine Gelbphase. Im zweiten Training fuhr Justin Wilson die Bestzeit. Zweiter wurde Newgarden vor Castroneves.

### Qualifying
Die Startaufstellung zum Milwaukee IndyFest wurde durch ein Qualifying mit Einzelzeitfahrmodus bestimmt. Jeder Pilot fuhr zwei fliegende Runden hintereinander und die Gesamtzeit war für das Ergebnis ausschlaggebend.
Franchitti erzielte die schnellste Zeit und erhielt die Pole-Position, nachdem er im Training nicht in die Top 10 gekommen war. Zweiter wurde Wilson vor Hunter-Reay. Rubens Barrichello erzielte mit einem fünften Platz sein bisher bestes Qualifyingresultat in der IndyCar Series.
Aufgrund von vorzeitigen Motorenwechsel kam es zu sieben Strafversetzungen in der Startaufstellung. Betroffen waren Briscoe, Mike Conway, Dixon, Newgarden, Power, Takuma Satō und Wilson.

### Rennen
Der Start des Milwaukee IndyFest wurde um 90 Minuten nach hinten verschoben, da es zunächst geregnet hatte und die Strecke getrocknet werden musste.
Franchitti führte das Rennen zunächst bis zur 63. Runde an, fiel danach aber zurück. Während Newgarden bereits nach 48 Runden mit technischen Problemen aufgab, löste Simona de Silvestro in der 66. Runde die erste Gelbphase aus, da sie sich in Kurve vier gedreht hatte. Sie schied dabei aus. Viso und Barrichello waren kurz zuvor an der Box gewesen, weshalb Viso die Führung übernahm.
Nachdem es in der 85. Runde zu einem Duell zwischen den Ganassi-Piloten Franchitti und Dixon um den fünften Platz kam, wobei sich beide leicht berührten, löste ein Motorschaden bei Wilson in der 94. Runde auf der Start-Ziel-Geraden die zweite Gelbphase aus. In dieser blieb Castroneves auf der Strecke und übernahm damit die Führung.
In der 108. Runde kam es zu zwei Zwischenfällen, die beide eine Gelbphase auslösten. Während J. R. Hildebrand in Kurve 3 stehen geblieben war, kam es in Kurve 2 zu einer Berührung zwischen Satō und James Jakes. Auslöser für den Unfall war, dass Satō bei einem Überholversuch gegen Jakes die Kontrolle über sein Auto verloren hatte. Beide Piloten schlugen in die Mauer ein, blieben aber unverletzt.
Beim geplanten Restart kam es zu Problemen, da die Piloten noch nicht richtig geordnet waren. Der Restart wurde somit eine Runde später durchgeführt. Dixon, der inzwischen auf Platz vier lag, erhielt daraufhin wegen eines vermeintlichen Frühstarts eine Durchfahrtsstrafe und fiel aus der Führungsrunde heraus. Nach dem Rennen stellte sich die Strafe als Fehlentscheidung heraus. Dixon hatte nicht, wie von der Rennleitung angenommen, beim Restart zu früh Gas gegeben, sondern beim abgebrochenen Restart. Auslöser für die Fehlentscheidung waren technische Probleme in der Zeitnahme, die für dieses Vergehen die falsche Runde auswiesen. IndyCar-Rennleiter Beaux Barfield räumte nach dem Rennen den Fehler ein und entschuldigte sich bei Dixon und dessen Team.
In der 142. Runde übernahm schließlich Hunter-Reay die Führung und behielt diese bis zum Ende des Rennens. Wenig später ging auch Tony Kanaan an Castroneves vorbei auf den zweiten Platz.
Nachdem es in der 182. Runde zu einer Gelbphase wegen Feuchtigkeit in der dritten Kurve gekommen war, löst ein Unfall Franchittis in der 195. Runde eine weitere Gelbphase aus. Franchitti war zuvor in einem Duell mit Briscoe aufs Gras gekommen und hatte Briscoe dabei leicht berührt. Eine Runde später schlug Franchitti an derselben Stelle in die Mauer ein. Auslöser war vermutlich ein Folgeschaden nach der Kollision.
Hunter-Reay gewann schließlich sein erstes Rennen in der Saison 2012 vor Kanaan und seinem Teamkollegen Hinchcliffe. Er war zudem der erste Saisonsieg von Andretti Autosport, deren Teamchef Michael Andretti bei dieser Veranstaltung als Promoter auftrat. Oriol Servià machte im Rennen 16 Plätze gut und wurde Vierter. Viso, Castroneves, Alex Tagliani, Ed Carpenter, Graham Rahal und Barrichello komplettierten die Top 10. Carpenter kam erstmals in dieser Saison innerhalb der ersten zehn Piloten ins Ziel. Es gab einen Sechsfachsieg von Chevrolet.
In der Fahrerwertung behielt Power, der Zwölfter wurde, die Führung. Hinchcliffe übernahm den zweiten Platz von Dixon, der als Elfter ins Ziel gekommen war. In der Herstellerwertung blieben die Positionen unverändert.
Nach der Veranstaltung gab Promoter Michael Andretti bekannt, dass die IndyCar Series 2013 erneut auf der Milwaukee Mile fahren wird.

## Meldeliste
Alle Teams und Fahrer verwendeten das Chassis Dallara DW12 mit einem Aero-Kit von Dallara und Reifen von Firestone.
| Team                                   | Nr. | Fahrer              | Motor     |
| -------------------------------------- | --- | ------------------- | --------- |
| Team Penske                            | 02  | Ryan Briscoe        | Chevrolet |
| Team Penske                            | 03  | Hélio Castroneves   | Chevrolet |
| Team Penske                            | 12  | Will Power          | Chevrolet |
| Panther Racing                         | 04  | J. R. Hildebrand    | Chevrolet |
| KV Racing Technology                   | 05  | E. J. Viso          | Chevrolet |
| KV Racing Technology                   | 08  | Rubens Barrichello  | Chevrolet |
| Dragon Racing                          | 06  | Katherine Legge     | Chevrolet |
| Target Chip Ganassi Racing             | 09  | Scott Dixon         | Honda     |
| Target Chip Ganassi Racing             | 10  | Dario Franchitti    | Honda     |
| KV Racing Technology w/SH              | 11  | Tony Kanaan         | Chevrolet |
| A. J. Foyt Enterprises                 | 14  | Mike Conway         | Honda     |
| Rahal Letterman Lanigan                | 15  | Takuma Satō         | Honda     |
| Dale Coyne Racing                      | 18  | Justin Wilson       | Honda     |
| Dale Coyne Racing                      | 19  | James Jakes         | Honda     |
| Ed Carpenter Racing                    | 20  | Ed Carpenter        | Chevrolet |
| Panther/Dreyer & Reinbold Racing       | 22  | Oriol Servià        | Chevrolet |
| Andretti Autosport                     | 26  | Marco Andretti      | Chevrolet |
| Andretti Autosport                     | 27  | James Hinchcliffe   | Chevrolet |
| Andretti Autosport                     | 28  | Ryan Hunter-Reay    | Chevrolet |
| Service Central Chip Ganassi Racing    | 38  | Graham Rahal        | Honda     |
| Sarah Fisher Hartman Racing            | 67  | Josef Newgarden     | Honda     |
| Schmidt Hamilton Motorsports           | 77  | Simon Pagenaud      | Honda     |
| Lotus-HVM Racing                       | 78  | Simona de Silvestro | Lotus     |
| Novo Nordisk Chip Ganassi Racing       | 83  | Charlie Kimball     | Honda     |
| Bryan Herta Autosport w/Curb-Agajanian | 98  | Alex Tagliani       | Honda     |

Quelle:

## Klassifikation

### Qualifying
| Pos. | Fahrer              | Team                                   | Fahrzeug          | Zeit      | Ø-Geschwindigkeit in mph | Start |
| ---- | ------------------- | -------------------------------------- | ----------------- | --------- | ------------------------ | ----- |
| 01   | Dario Franchitti    | Target Chip Ganassi Racing             | Dallara-Honda     | 0:43,3100 | 168,737                  | 01    |
| 02   | Justin Wilson       | Dale Coyne Racing                      | Dallara-Honda     | 0:43,4257 | 168,287                  | 12    |
| 03   | Ryan Hunter-Reay    | Andretti Autosport                     | Dallara-Chevrolet | 0:43,5231 | 167,911                  | 02    |
| 04   | Will Power          | Team Penske                            | Dallara-Chevrolet | 0:43,6661 | 167,361                  | 14    |
| 05   | Rubens Barrichello  | KV Racing Technology                   | Dallara-Chevrolet | 0:43,7869 | 166,899                  | 03    |
| 06   | Hélio Castroneves   | Team Penske                            | Dallara-Chevrolet | 0:43,8228 | 166,763                  | 04    |
| 07   | Josef Newgarden     | Sarah Fisher Hartman Racing            | Dallara-Honda     | 0:43,8396 | 166,699                  | 17    |
| 08   | E. J. Viso          | KV Racing Technology                   | Dallara-Chevrolet | 0:44,0066 | 166,066                  | 05    |
| 09   | Ryan Briscoe        | Team Penske                            | Dallara-Chevrolet | 0:44,0158 | 166,031                  | 19    |
| 10   | Tony Kanaan         | KV Racing Technology w/SH              | Dallara-Chevrolet | 0:44,0466 | 165,915                  | 06    |
| 11   | Scott Dixon         | Target Chip Ganassi Racing             | Dallara-Honda     | 0:44,0968 | 165,726                  | 21    |
| 12   | Simon Pagenaud      | Schmidt Hamilton Motorsports           | Dallara-Honda     | 0:44,1920 | 165,369                  | 07    |
| 13   | James Hinchcliffe   | Andretti Autosport                     | Dallara-Chevrolet | 0:44,2072 | 165,312                  | 08    |
| 14   | Takuma Satō         | Rahal Letterman Lanigan                | Dallara-Honda     | 0:44,2146 | 165,285                  | 24    |
| 15   | Marco Andretti      | Andretti Autosport                     | Dallara-Chevrolet | 0:44,3196 | 164,893                  | 09    |
| 16   | J. R. Hildebrand    | Panther Racing                         | Dallara-Chevrolet | 0:44,4740 | 164,321                  | 10    |
| 17   | Graham Rahal        | Service Central Chip Ganassi Racing    | Dallara-Honda     | 0:44,5073 | 164,198                  | 11    |
| 18   | Alex Tagliani       | Bryan Herta Autosport w/Curb-Agajanian | Dallara-Honda     | 0:44,5975 | 163,866                  | 13    |
| 19   | Katherine Legge     | Dragon Racing                          | Dallara-Chevrolet | 0:44,6930 | 163,516                  | 15    |
| 20   | James Jakes         | Dale Coyne Racing                      | Dallara-Honda     | 0:45,1055 | 162,020                  | 16    |
| 21   | Charlie Kimball     | Novo Nordisk Chip Ganassi Racing       | Dallara-Honda     | 0:45,3691 | 161,079                  | 18    |
| 22   | Oriol Servià        | Panther/Dreyer & Reinbold Racing       | Dallara-Chevrolet | 0:45,5681 | 160,375                  | 20    |
| 23   | Ed Carpenter        | Ed Carpenter Racing                    | Dallara-Chevrolet | 0:45,5872 | 160,308                  | 22    |
| 24   | Simona de Silvestro | Lotus-HVM Racing                       | Dallara-Lotus     | 0:45,6422 | 160,115                  | 23    |
| 25   | Mike Conway         | A. J. Foyt Enterprises                 | Dallara-Honda     | 0:45,7338 | 159,794                  | 25    |

Anmerkungen
1. ↑  Justin Wilson wurde aufgrund eines vorzeitigen Motorenwechsels um 10 Positionen nach hinten versetzt.
2. ↑  Will Power wurde aufgrund eines vorzeitigen Motorenwechsels um 10 Positionen nach hinten versetzt.
3. ↑  Josef Newgarden wurde aufgrund eines vorzeitigen Motorenwechsels um 10 Positionen nach hinten versetzt.
4. ↑  Ryan Briscoe wurde aufgrund eines vorzeitigen Motorenwechsels um 10 Positionen nach hinten versetzt.
5. ↑  Scott Dixon wurde aufgrund eines vorzeitigen Motorenwechsels um 10 Positionen nach hinten versetzt.
6. ↑  Takuma Satō wurde aufgrund eines vorzeitigen Motorenwechsels um 10 Positionen nach hinten versetzt.
7. ↑  Mike Conway wurde aufgrund eines vorzeitigen Motorenwechsels um 10 Positionen nach hinten versetzt.

Quellen: 

### Rennen
| Pos. | Fahrer              | Team                                   | Fahrzeug          | Runden | Zeit         | Start | Führungsrunden |
| ---- | ------------------- | -------------------------------------- | ----------------- | ------ | ------------ | ----- | -------------- |
| 01   | Ryan Hunter-Reay    | Andretti Autosport                     | Dallara-Chevrolet | 225    | 1:52:17,8119 | 02    | 84             |
| 02   | Tony Kanaan         | KV Racing Technology w/SH              | Dallara-Chevrolet | 225    | + 5,1029     | 06    | 0              |
| 03   | James Hinchcliffe   | Andretti Autosport                     | Dallara-Chevrolet | 225    | + 7,2715     | 08    | 01             |
| 04   | Oriol Servià        | Panther/Dreyer & Reinbold Racing       | Dallara-Chevrolet | 225    | + 9,8940     | 20    | 0              |
| 05   | E. J. Viso          | KV Racing Technology                   | Dallara-Chevrolet | 225    | + 10,0782    | 05    | 27             |
| 06   | Hélio Castroneves   | Team Penske                            | Dallara-Chevrolet | 225    | + 12,1105    | 04    | 50             |
| 07   | Alex Tagliani       | Bryan Herta Autosport w/Curb-Agajanian | Dallara-Honda     | 225    | + 12,3440    | 13    | 0              |
| 08   | Ed Carpenter        | Ed Carpenter Racing                    | Dallara-Chevrolet | 225    | + 12,7396    | 22    | 0              |
| 09   | Graham Rahal        | Service Central Chip Ganassi Racing    | Dallara-Honda     | 225    | + 13,3395    | 11    | 0              |
| 10   | Rubens Barrichello  | KV Racing Technology                   | Dallara-Chevrolet | 225    | + 13,8178    | 03    | 0              |
| 11   | Scott Dixon         | Target Chip Ganassi Racing             | Dallara-Honda     | 225    | + 14,3764    | 21    | 0              |
| 12   | Will Power          | Team Penske                            | Dallara-Chevrolet | 225    | + 24,2642    | 14    | 0              |
| 13   | Simon Pagenaud      | Schmidt Hamilton Motorsports           | Dallara-Honda     | 224    | + 1 Runde    | 07    | 0              |
| 14   | Ryan Briscoe        | Team Penske                            | Dallara-Chevrolet | 224    | + 1 Runde    | 19    | 0              |
| 15   | Marco Andretti      | Andretti Autosport                     | Dallara-Chevrolet | 224    | + 1 Runde    | 09    | 0              |
| 16   | Mike Conway         | A. J. Foyt Enterprises                 | Dallara-Honda     | 224    | + 1 Runde    | 25    | 0              |
| 17   | Charlie Kimball     | Novo Nordisk Chip Ganassi Racing       | Dallara-Honda     | 224    | + 1 Runde    | 18    | 0              |
| 18   | Katherine Legge     | Dragon Racing                          | Dallara-Chevrolet | 220    | + 5 Runden   | 15    | 0              |
| 19   | Dario Franchitti    | Target Chip Ganassi Racing             | Dallara-Honda     | 193    | DNF          | 01    | 63             |
| 20   | Takuma Satō         | Rahal Letterman Lanigan                | Dallara-Honda     | 107    | DNF          | 24    | 0              |
| 21   | James Jakes         | Dale Coyne Racing                      | Dallara-Honda     | 106    | DNF          | 16    | 0              |
| 22   | J. R. Hildebrand    | Panther Racing                         | Dallara-Chevrolet | 105    | DNF          | 10    | 0              |
| 23   | Justin Wilson       | Dale Coyne Racing                      | Dallara-Honda     | 093    | DNF          | 12    | 0              |
| 24   | Simona de Silvestro | Lotus-HVM Racing                       | Dallara-Lotus     | 062    | DNF          | 23    | 0              |
| 25   | Josef Newgarden     | Sarah Fisher Hartman Racing            | Dallara-Honda     | 048    | DNF          | 17    | 0              |

Quellen: 

#### Führungsabschnitte
| Abschnitt | Runden  | Fahrer            |
| --------- | ------- | ----------------- |
| 01        | 1–63    | Dario Franchitti  |
| 02        | 64–68   | Hélio Castroneves |
| 03        | 69      | James Hinchcliffe |
| 04        | 70–96   | E. J. Viso        |
| 05        | 97–141  | Hélio Castroneves |
| 06        | 142–225 | Ryan Hunter-Reay  |

Quellen: 

#### Gelbphasen
| Nr. | Dauer   | Runden | Grund für Gelbphase                                                                                       |
| --- | ------- | ------ | --- |
| 1   | 67–78   | 12     | Kontakt: Simona de Silvestro (#78) in Kurve 4                                                             |
| 2   | 94–102  | 09     | Stillstand: Justin Wilson (#18) in Kurve 1                                                                |
| 3   | 108–121 | 14     | Kontakt: Takuma Satō (#15) und James Jakes (#19) in Kurve 2; Stillstand: J. R. Hildebrand (#4) in Kurve 3 |
| 4   | 182–191 | 10     | Feuchtigkeit in Kurve 3                                                                                   |
| 5   | 195–200 | 06     | Kontakt: Dario Franchitti (#10) in Kurve 3                                                                |

Quellen: 

## Punktestände nach dem Rennen

### Fahrerwertung
Die Punktevergabe wird hier erläutert.
| Pos. | Fahrer            | Punkte |
| ---- | ----------------- | ------ |
| 01.  | Will Power        | 274    |
| 02.  | James Hinchcliffe | 243    |
| 03.  | Scott Dixon       | 239    |
| 04.  | Ryan Hunter-Reay  | 233    |
| 05.  | Hélio Castroneves | 231    |
| 06.  | Simon Pagenaud    | 216    |
| 07.  | Dario Franchitti  | 205    |
| 08.  | Tony Kanaan       | 200    |
| 09.  | Ryan Briscoe      | 193    |
| 10.  | Oriol Servià      | 173    |
| 11.  | Graham Rahal      | 171    |

| Pos. | Fahrer             | Punkte |
| ---- | ------------------ | ------ |
| 12.  | Justin Wilson      | 168    |
| 13.  | J. R. Hildebrand   | 161    |
| 14.  | E. J. Viso         | 148    |
| 15.  | Charlie Kimball    | 145    |
| 16.  | Rubens Barrichello | 138    |
| 17.  | Takuma Satō        | 136    |
| 18.  | Marco Andretti     | 133    |
| 19.  | Alex Tagliani      | 128    |
| 20.  | Ed Carpenter       | 127    |
| 21.  | Mike Conway        | 125    |
| 22.  | James Jakes        | 121    |

| Pos. | Fahrer              | Punkte |
| ---- | ------------------- | ------ |
| 23.  | Josef Newgarden     | 114    |
| 24.  | Simona de Silvestro | 95     |
| 25.  | Katherine Legge     | 88     |
| 26.  | Sébastien Bourdais  | 86     |
| 27.  | Ana Beatriz         | 28     |
| 28.  | Townsend Bell       | 26     |
| 29.  | Michel Jourdain jr. | 16     |
| 30.  | Sebastian Saavedra  | 14     |
| 31.  | Bryan Clauson       | 13     |
| 32.  | Wade Cunningham     | 13     |
| 33.  | Jean Alesi          | 13     |

### Herstellerwertung
| Pos. | Hersteller | Punkte |
| ---- | ---------- | ------ |
| 01.  | Chevrolet  | 63     |
| 02.  | Honda      | 57     |
| 03.  | Lotus      | 32     |